# 帕吕广场
帕吕广场（法語：Place de la Palud）是瑞士洛桑市中心的一个广场.
帕吕广场的所在地原为两河之间的沼泽。
帕吕广场为洛桑步行区的中心，广场中心是正义女神喷泉，周围是古老建筑，包括建于17世纪的洛桑市政厅。每周三和周六举办集市。
喷泉后面矗立着一座时钟，为1964年瑞士博览会而建。